# Dorota Łempicka

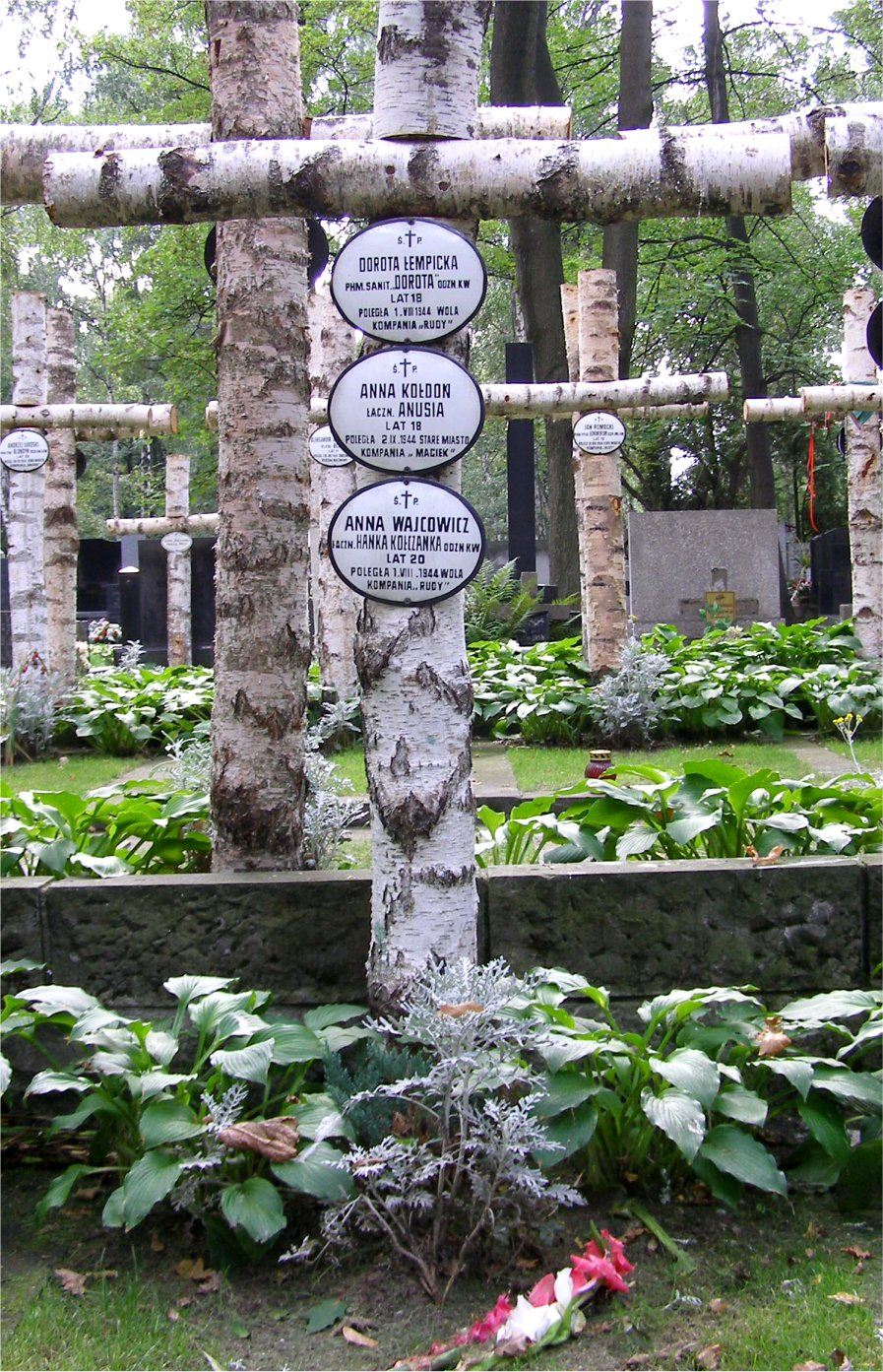
Grób na Powązkach Wojskowych

Dorota Łempicka ps. „Dorota” (ur. 3 lutego 1926, zm. 1/2 sierpnia 1944 w Warszawie) – uczestniczka powstania warszawskiego, łączniczka, sanitariuszka w II plutonie „Alek” 2. kompanii „Rudy” batalionu „Zośka” Armii Krajowej.

## Życiorys
Jej pradziadek Piotr Michałowski był malarzem, zaś ojciec – Dominik Łempicki, poległ w obronie Warszawy w 1939. Matka Janina Czaplicka zmarła w 1944 r.
Podczas okupacji hitlerowskiej działała w konspiracji. 1. dnia powstania warszawskiego została ciężko ranna na Woli. Zmarła z odniesionych ran w drodze do szpitala im. Karola i Marii mieszczącego się przy ul. Leszno 136. Miała 18 lat. Pochowana wraz z sanitariuszkami: Anną Wajcowicz i Anną Kołdoń na Powązkach Wojskowych w kwaterach żołnierzy i sanitariuszek batalionu „Zośka” (kwatera A20-3-21).
Została odznaczona Krzyżem Walecznych. Pośmiertnie mianowana podharcmistrzynią.
W książce „Pamiętniki żołnierzy baonu »Zośka«” można znaleźć wzmiankę we wspomnieniu Stanisławy Kwaskowskiej (Pani Stasi), że Dorota przeczuwała swoją śmierć. Była przekonana, że zginie nie tylko pierwszego dnia, ale i podczas pierwszej akcji powstańczej.